# Paulina Krumbiegel
Paulina Käte Krumbiegel (Mannheim; 27 de octubre de 2000) es una futbolista alemana. Juega como centrocampista en el 1899 Hoffenheim de la Bundesliga Femenina de Alemania. Es internacional con la selección de Alemania.

## Trayectoria
Krumbiegel juega en el TSG 1899 Hoffenheim desde 2012, comenzando en la sección sub-17 y luego en el segundo equipo femenino, en el que jugó antes de sus 16 años debutando en la segunda división alemana. Desde diciembre de 2019, juega en el primer equipo del Hoffenheim que disputa la Bundesliga Femenina. Debido a una rotura del ligamento cruzado durante un entrenamiento en agosto de 2021, se perdió la temporada 2021-22.

## Selección nacional

### Categorías menores
Krumbiegel debutó en el césped internacional con la sub-16 alemana el 12 de mayo de 2016 en la victoria amistosa por 3-1 contra Austria. Meses más tarde participó en la Copa Nórdica y anotó su primer gol internacional en la goleada 9-0 contra Finlandia.
A finales de agosto de 2016, participó en un torneo sub-17 frente a otras tres selecciones, ganando partidos contra Austria, Rumania y Suiza. En octubre del mismo año, disputó la primera ronda de clasificación para el Campeonato Europeo Sub-17 de 2016-17 cuando las alemanas se clasificaron a la ronda élite con puntaje perfecto. Su único gol en la sub-17 fue el tanto que selló el 6-0 final contra Gales. Luego no participó en la ronda élite y la ronda final del campeonato que conquistaría Alemania. 
Con la sub-19 debutó en septiembre de 2017 en el marco de la clasificación al Campeonato Europeo Sub-19 de 2018. En la ronda élite del certamen contribuyó con 2 goles en el 8-0 contra Eslovaquia, y un gol en la victoria por 3-2 sobre Inglaterra. Terminó como máxima goleadora de la fase final con 2 goles y 2 asistencias, sin embargo las alemanas perdieron la final 1-0 ante España. 
En la Clasificación para el Europeo Sub-19 de 2019 marcó 2 tantos cuando Alemania hizo llover 21 goles sobre Estonia, en lo que fue la victoria más abultada de una selección alemana. También anotó al menos un gol en cada uno de los otros partidos clasificatorios. Jugó cuatro partidos en la fase final del certamen, marcando contra Inglaterra y Bélgica. Sin embargo las alemanas perdieron la final ante Francia por 2-1.

### Selección mayor
El 14 de septiembre de 2020, fue convocada por primera vez a la selección absoluta alemana de cara a las eliminatorias del Campeonato Europeo luego de que dos jugadoras se lesionaran. Su debut en el combinado mayor llegó el 22 de septiembre de 2020 en la Clasificación para la Eurocopa 2022 en una victoria por 3-0 sobre Montenegro, con Krumbiegel asistiendo los dos primeros goles. La centrocampista marcó su primer gol en la selección mayor en el siguiente encuentro contra Grecia, sellando el 6-0 final.

## Estadísticas

### Clubes
| Club            | País     | Año             |
| --------------- | -------- | --------------- |
| 1899 Hoffenheim | Alemania | 2019 - presente |